# 许巍
许巍（1968年7月21日—），原名许玮，生于陕西西安的音乐人。
许巍于1998年结婚。他的妻子就是他参军时期的战友。故许巍的一些歌曲创作灵感来自于他和妻子之间的感情，例如其第二张专辑《那一年》中的《故乡》和《温暖》两首歌都是写给妻子的。
1999年的时候，许巍患上了严重的抑郁症，在录制其第二张专辑《那一年》的时候已经到了进录音棚就腿软、精神临界崩溃的境地，而日常生活也基本靠药物来维持。随后，其妻子拒绝将许巍带入医院治疗，而是携许巍回到家乡西安进行调整。抑郁症康复之后，也由于其早期的经历，间接地促成了许巍后期的音乐风格的转变，由狂热摇滚变为稍作成熟稳重。
许巍至今已举办三场巡回演唱会，有一场正在进行中的演唱会。2005年8月13日开始的第一场巡回演唱会《留声十年绝版青春》、2009年开始的《今天》个人巡回演唱会和2013年开始的《此时此刻巡回演唱会》、2019年举办《无尽光芒》个人巡回演唱会，预计将于2020年5月于北京年收官。
由于其歌曲《蓝莲花》在中国大陆广泛流传，而使得蓝莲花成为其标志之一。例如许巍歌迷聚会常会见到绘有蓝莲花的旗帜与T恤，其本人参加的一些演出（例如2015年东方卫视跨年演唱会）也常会有蓝莲花的布景。另由于其专辑《爱如少年》的名称以及之后其对音乐的热爱等因素，許巍因而被其歌迷广泛称呼为“许少年”。

## 生平
1968年7月21日出生于西安，16岁开始练习吉他，1986年曾获西安市第一届吉他弹唱大赛二重唱一等奖，之后便写出了自己的第一首歌曲。
1987年参军，在陕西军区做文艺兵，期间接触到了摇滚乐。
1990年从部队复员之后，许巍开始了其职业吉他手的生涯。
1993年，许巍在西安与其他一些乐手一起组成“飞”乐队，担任主唱和节奏吉他手并负责词曲创作。
1994年10月，许巍来到北京，不久与红星公司签约。1995年由许巍作词作曲的《执着》歌曲凭借着当时的著名女歌手田震的演绎红遍中国。
1997年4月，许巍发布首张个人专辑《在别处》。
2000年11月，第二张专辑《那一年》发行。
2002年，签约上海艺风音乐文化传播有限公司。
2002年，发布第三张个人专辑《时光·漫步》。
2004年，发布第四张个人专辑《每一刻都是崭新的》。
2005年8月13日许巍在北京工人体育馆举办了个人首场演唱会《留声十年绝版青春》。
2006年，发布第五张个人专辑《在路上……》。
2008年10月15日，又发布了第六张个人专辑《爱如少年》。
2009年举办《今天》个人巡回演唱会，巡回地点有北京、上海、广州、深圳、杭州、成都、南京、西安。
2012年12月10日，发布第七张个人专辑《此时此刻》。
2013年1月29日，许巍在北京举办发布会，宣布正式加盟歌华莱恩，成为该公司旗下首位签约艺人。发布会现场，主办方宣布许巍2013年《此时此刻巡回演唱会》计划正式启动。
2013年5月17日，在北京萬事達中心演出《此時此刻全國巡迴演唱會》第一场，并于2015年5月16日在北京演出最后一场。最初确认的九个城市分别是哈尔滨、南京、广州、长沙、上海、杭州、武汉、深圳、昆明 。其后还有天津、济南、长沙、太原、合肥、北京。许巍感叹称：“音乐生涯至今最大规模巡演。”由于最初宣布的前10场的演出地并未包含其家乡西安，对此许巍透露是场地还未最终敲定，并表示不会选择在大型体育场举办。但是至該巡迴演出結束之後，許巍並未前往其家鄉西安演出。
2015年5月16日，許巍《此時此刻巡迴演唱會》的在北京萬事達中心的最後一站演出完畢，至此《此時此刻巡迴演唱會》已結束。
2019年，发布第八张个人专辑《无尽光芒》，同年举行《无尽光芒》全国巡演，城市有：深圳，福州，杭州，郑州，南京，上海，合肥，成都，济南，昆明，天津，广州，武汉，太原，北京。

## 音乐历程

### “飞”乐队
飞乐队于1993年－1994年，由主唱许巍，吉他手高松，贝斯手童童，键盘手巴金和鼓手张老三组成，乐队在初建时没有经济来源，只能在一所破旧的房屋内排练，异常艰苦。
1993年12月5日，“飞”与其它三支西安乐队在西安外语学院举行了组队以来的首次公演，在一千人的剧场内挤满了三千名观众，“飞”表演了五首许巍的作品，获一致好评。1994年2月，“飞”赴成都做宣传性的演出，非常轰动，演出后乐队接受了成都电台及各大报刊杂志的采访。
1994年5月，“飞”接受日本《Voice》杂志的访问。
1994年7月，乐队赴银川参加《西北摇滚节》与另外三支来自兰州、宁夏和内蒙古的乐队在银川体育馆演出，“飞”的压轴表演极为出色，引起当地媒体的瞩目，演出后乐队接受多家媒体访问，演出的现场录音及乐队专访在银川电台播放。回到西安后，乐队接受了陕西文艺台的直播访问，乐队歌曲的Demo也在电台多次播放，反响强烈。同时，许巍开始在文艺台担任嘉宾主持介绍西方摇滚乐。
1994年8月，“飞”乐队因种种原因解散，许巍在组团梦想破灭后陷入彷徨苦闷之中，在一种极度无奈和近乎绝望的心境下，写出了《青鸟I》和《青鸟II》的两首低调迷离的作品。

### 红星
许巍于1995年签约了红星，当时合同规定是两年出两张唱片。然而许巍的首张个人专辑《在别处》于1997年发行, 第二张专辑《那一年》更是直到2000年才推出。
从1994年携《两天》和《青鸟》踌躇满志地来到北京，到1995年与红星签约，再到2000年与红星解约，人们普遍认为在红星的5年耗费了许巍的青春与才华。
在1999年的时候，许巍患上了严重的抑郁症，在录制专辑《那一年》时已经到了进录音棚就腿软，精神临界崩溃的境地，而日常生活也基本靠药物来维持。随后，许巍回到西安进行调整。体验到音乐带来的痛苦的许巍告别了北京，回到西安，甚至一度想放弃音乐，“开一家杂货铺”。在红星的经历，也间接地促成了后来许巍音乐风格的转变。

### 艺风音乐
据后来采访，许巍首次坦言自己的风格深受尼采狂野思想的熏陶，是一边研读尼采，一边创作音乐的。
虽然因音乐而伤痕累累，但是许巍仍无法割舍对音乐的爱。2002年3月许巍又回到北京与艺风音乐签约，后推出的专辑《时光·漫步》广受好评，2004年的专辑《每一刻都是崭新的》同样获得成功。许巍更是在2005年的8月13日在北京工人体育馆举办了个人的首场演唱会——《留声十年绝版青春》。

## 个人生活
许巍于1998年结婚，其妻是其参军时期的战友。许巍坦言自己很多的创作灵感来自于他和妻子之间的感情，其第二张专辑《那一年》中的《故乡》和《温暖》两首歌都是写给妻子的。

## 音乐作品

### 录音室专辑
| 专辑名称         | 发行公司   | 发行日期       | 专辑曲目 |
| ---------------- | ---------- | -------------- | --- |
| 在别处           | 红星生产社 | 1997年4月      | 曲目 1. 我的秋天 2. 在别处 3. 我思念的城市 4. 树 5. 永恒 6. 青鸟II 7. 水妖 8. 路的尽头 9. 悄无声息 10. 遥远                                    |
| 那一年           | 红星生产社 | 2000年11月     | 曲目 1. 今夜 2. 简单 3. 故乡 4. 九月 5. 方向 6. 浮躁 7. 温暖 8. 闪亮的瞬间 9. 情人 10. 那一年                                                  |
| 时光·漫步        | 步升大风   | 2002年12月     | 曲目 1. 天鹅之旅 2. 完美生活 3. 时光 4. 蓝莲花 5. 一天 6. 礼物 7. 漫步 8. 星空 9. 夏日的风 10. 平淡                                            |
| 每一刻都是崭新的 | 步升大风   | 2004年12月     | 曲目 1. 纯真 2. 旅行 3. 曾经的你 4. 喝茶去 5. 坐看云起 6. 秋海 7. 温暖的季节 8. 每一刻都是崭新的 9. 永远自由的心 10. 小鱼的理想 11. 悠远的天空 |
| 在路上……         | 步升大风   | 2006年2月      | 曲目 1. 晴朗 2. 彩虹 3. 你 4. 像风一样自由 5. 那里 6. 丁香 7. 纯粹 8. 自由自在 9. 幻觉 10. 执着 11. 青鸟I 12. 两天                             |
| 爱如少年         | 金牌大风   | 2008年10月15日 | 曲目 1. 爱 2. 彩云之巅 3. 故事 4. 我们 5. 家 6. 美丽的女人 7. 幸福 8. 天使 9. 道路 10. 难忘的一天 11. 四季 12. 少年 13. 风行                   |
| 此时此刻         | 金牌大风   | 2012年12月10日 | 曲目 1. 此时此刻 2. 爱情 3. 逍遥行 4. 灵岩 5. 空谷幽兰 6. 出离 7. 喜悦 8. 心愿 9. 救赎之旅 10. 世外桃源                                        |
| 无尽光芒         | 地球娱乐   | 2018年12月26日 | 曲目 1. 只有爱 2. 你的深情 3. 为了告别的聚会 4. 远航 5. 无尽光芒 6. 春海 7. 心中的歌谣 8. 在这里 9. 我不猜 10. 夕阳中的城市                    |

### 现场录音专辑
| 专辑名称                          | 发行公司 | 发行日期 | 专辑曲目 |
| --------------------------------- | -------- | -------- | -------- |
| 留声十年·绝版青春 2005 北京演唱会 | 步升大风 | 2005年   | 曲目     |
| 此时此刻 巡回演唱会               | 海蝶唱片 | 2015年   | 曲目     |

### 精选集
| 专辑名称                   | 发行公司     | 发行日期     | 备注 |
| -------------------------- | ------------ | ------------ | --- |
| 我只有两天 许巍精选        | 红星生产社   | 2001年9月    | 曲目 |
| 珍藏许巍1995－2000作品全集 | 北京太合麦田 | 2005年3月5日 | 曲目 - Disc 1 《在别处》 1. 我的秋天 2. 在别处 3. 我思念的城市 4. 树 5. 永恒 6. 青鸟II 7. 水妖 8. 路的尽头 9. 悄无声息 10. 遥远 11. 执着 12. 青鸟I 13. 两天 - Disc 2 《那一年》 1. 今夜 2. 简单 3. 故乡 4. 九月 5. 方向 6. 浮躁 7. 温暖 8. 闪亮的瞬间 9. 情人 10. 那一年 11. 九月 (Demo) 12. 浮躁 (Demo) 13. 一江水 (Demo) 14. 执着 (Live) - Bonus VCD 1. 两天 (MV) 2. 我的秋天 (MV) 3. 那一年 (MV) |
| 曾经的你                   | EMI百代唱片  | 2006年       | 曲目 - Disc 1 1. 纯真 2. 旅行 3. 曾经的你 4. 喝茶去 5. 坐看云起 6. 秋海 7. 温暖的季节 8. 每一刻都是崭新的 9. 永远自由的心 10. 小鱼的理想 11. 悠远的天空 - Disc 2 1. 天鹅之旅 2. 完美生活 3. 时光 4. 蓝莲花 5. 一天 6. 礼物 7. 漫步 8. 星空 9. 夏日的风 10. 平淡 - 此精选仅在台湾发行 |
| 今天2002-2008生活作品集    | 金牌大风     | 2009年       | 曲目 1. 天鹅之旅 2. 完美生活 3. 时光 4. 蓝莲花 5. 礼物 6. 漫步 7. 纯真 8. 旅行 9. 曾经的你 10. 每一刻都是崭新的 11. 悠远的天空 12. 爱 13. 幸福 14. 难忘的一天 15. 四季 |
| 一時Remix概念精选集        | 金牌大风     | 2011年       | 曲目 - Disc 1 1. Intro 2. 小魚的理想 3. 蓝蓮花 4. 每一刻都是崭新的 5. 少年 6. 星空 7. 时光 8. 旅行 9. Outro - Disc 2 1. 一天 |

### 单曲
未收录在个人专辑中已发行歌曲
| 发行日期      | 歌曲名稱                    | 所屬專輯、备注                     |
| ------------- | --------------------------- | ---------------------------------- |
| 2005年5月     | 《光明之门》                | 收录于合辑《礼物》                 |
| 2006年8月9日  | 《南无观世音菩萨》          | 电视纪录片《千年菩提路》插曲       |
| 2006年8月21日 | 《I Have A Dream》          | 收录于合辑《好男儿站出来》         |
| 2007年1月12日 | 《风行 (Acoustic Version)》 | 李宁跑鞋广告曲                     |
| 2010年5月25日 | 《晨星》                    | 纯果乐广告曲                       |
| 2015年3月16日 | 《第三极》                  | 纪录片《第三极》主题曲             |
| 2015年7月17日 | 《灿烂》                    |                                    |
| 2016年3月18日 | 《生活不止眼前的苟且》      | 高晓松创作，《晓松奇谈》主题曲     |
| 2018年4月2日  | 《无人知晓》                | 动画电影《猫与桃花源》宣传曲、插曲 |
| 2018年4月2日  | 《以后见》                  | 动画电影《猫与桃花源》插曲         |
| 2018年8月24日 | 《我的爱》                  | 慕斯品牌合作单曲                   |

### 为他人创作
- 田震

执着 (作词作曲），自由自在 （作曲）
- 老狼

晴朗 （作词作曲编曲）
- 叶蓓

彩虹 （作词作曲）
- 王菲

祢 （作曲）
- 纪如璟

《空位》 (作曲）

## 個人演唱會

### 2013-2015  此时此刻 巡迴演唱會（17场）
| 場次 | 日期           | 國家／地區 | 城市   | 場館                               |
| ---- | -------------- | ---------- | ------ | ---------------------------------- |
| 1    | 2013年5月17日  | 中國大陸   | 北京   | 工人体育馆                         |
| 2    | 2013年7月13日  | 中國大陸   | 上海   | 上海大舞台                         |
| 3    | 2013年7月20日  | 中國大陸   | 广州   | 广州体育馆                         |
| 4    | 2013年8月10日  | 中國大陸   | 哈尔滨 | 哈尔滨国际会展体育中心体育馆       |
| 5    | 2013年8月24日  | 中國大陸   | 杭州   | 黄龙体育中心体育馆                 |
| 6    | 2013年9月7日   | 中國大陸   | 深圳   | 华润深圳湾体育中心体育馆           |
| 7    | 2013年12月7日  | 中國大陸   | 福州   | 福建省体育馆                       |
| 8    | 2013年12月22日 | 中國大陸   | 成都   | 四川省体育馆                       |
| 9    | 2013年12月28日 | 中國大陸   | 昆明   | 昆明新亚洲体育城星耀体育馆         |
| 10   | 2014年1月18日  | 中國大陸   | 郑州   | 郑州国际会展中心                   |
| 11   | 2014年6月28日  | 中國大陸   | 天津   | 天津体育中心（大馆）               |
| 12   | 2014年11月29日 | 中國大陸   | 济南   | 济南奥林匹克体育中心东荷体育馆     |
| 13   | 2014年12月6日  | 中國大陸   | 南京   | 江苏省五台山体育中心中国银联体育馆 |
| 14   | 2015年3月28日  | 中國大陸   | 长沙   | 湖南国际会展中心                   |
| 15   | 2015年4月30日  | 中國大陸   | 太原   | 山西省体育中心体育馆               |
| 16   | 2015年5月9日   | 中國大陸   | 合肥   | 合肥体育中心体育馆                 |
| 17   | 2015年5月16日  | 中國大陸   | 北京   | 万事达中心                         |

### 2019-2023  無盡光芒 巡迴演唱會（21場）
| 場次 | 日期           | 國家／地區 | 城市 | 場館                       |
| ---- | -------------- | ---------- | ---- | -------------------------- |
| 1    | 2019年5月18日  | 中國大陸   | 深圳 | 華潤深圳灣體育中心         |
| 2    | 2019年5月25日  | 中國大陸   | 福州 | 福州海峽奧林匹克體育中心   |
| 3    | 2019年5月31日  | 中國大陸   | 杭州 | 黃龍體育中心體育館         |
| 4    | 2019年6月22日  | 中國大陸   | 南京 | 南京奧體中心體育館         |
| 5    | 2019年6月29日  | 中國大陸   | 上海 | 梅赛德斯-奔驰文化中心      |
| 6    | 2019年7月13日  | 中國大陸   | 合肥 | 合肥濱湖國際會展中心主展館 |
| 7    | 2019年7月21日  | 中國大陸   | 成都 | 五糧液成都金融城演藝中心   |
| 8    | 2019年7月27日  | 中國大陸   | 昆明 | 滇池國際會展中心           |
| 9    | 2019年11月9日  | 中國大陸   | 濟南 | 濟南奧體中心體育館         |
| 10   | 2019年11月16日 | 中國大陸   | 天津 | 天津體育館                 |
| 11   | 2019年11月23日 | 中國大陸   | 鄭州 | 鄭州國際會展中心           |
| 12   | 2023年5月20日  | 中國大陸   | 重庆 | 华熙文化体育中心           |
| 13   | 2023年5月27日  | 中國大陸   | 广州 | 广州体育馆                 |
| 14   | 2023年6月10日  | 中國大陸   | 武汉 | 武汉体育中心体育馆         |
| 15   | 2023年6月17日  | 中國大陸   | 宁波 | 宁波奥体中心体育馆         |
| 16   | 2023年6月23日  | 中國大陸   | 苏州 | 苏州奥体中心体育馆         |
| 17   | 2023年6月30日  | 中國大陸   | 西安 | 西安奥体中心体育馆         |
| 18   | 2023年7月15日  | 中國大陸   | 太原 | 潇河国际会展中心           |
| 19   | 2023年7月22日  | 中國大陸   | 北京 | 凯迪拉克中心               |
| 20   | 2023年7月23日  | 中國大陸   | 北京 | 凯迪拉克中心               |
| 21   | 2023年9月16日  | 中國大陸   | 成都 | 成都露天音乐公园           |

## 主要获奖纪录

### Channel[V]全球华语歌曲榜中榜
| 年份   | 荣誉                                    |
| ------ | --------------------------------------- |
| 2004年 | 最佳男歌手（内地） 最佳创作歌手（内地） |
| 2006年 | 最佳男歌手（内地） 年度最佳歌曲《旅行》 |

### 光线传媒音乐风云榜
| 年份   | 荣誉                                                                                                  |
| ------ | --- |
| 2003年 | 最佳摇滚歌手 年度最佳编曲《晴朗》 最佳摇滚单曲《礼物》 最佳摇滚专辑《时光·漫步》 年度十大金曲《礼物》 |

### 中国原创音乐流行榜
| 年份   | 荣誉                                    |
| ------ | --------------------------------------- |
| 2003年 | 最优秀创作歌手（内地） 最佳金曲《时光》 |

### 中国歌曲排行榜
| 年份   | 荣誉                                                             |
| ------ | ---------------------------------------------------------------- |
| 2003年 | 年度最佳创作艺人 年度金曲奖《一天》 年度最佳专辑《时光·漫步》    |
| 2004年 | 年度金曲奖《完美生活》                                           |
| 2005年 | 年度最佳专辑《每一刻都是崭新的》 年度金曲奖《旅行》              |
| 2006年 | 年度最受欢迎男歌手 年度金曲奖《晴朗》                            |
| 2009年 | 年度最佳创作歌手奖 年度最佳专辑奖《爱如少年》 年度金曲奖《礼物》 |